# Ungern i olympiska sommarspelen 1964
Ungern deltog med 182 deltagare vid de olympiska sommarspelen 1964 i Tokyo. Totalt vann de tio guldmedaljer, sju silvermedaljer och fem bronsmedaljer.

## Medaljer

### Guld
- Imre Polyák - Brottning, grekisk-romersk stil, fjädervikt.
- István Kozma - Brottning, grekisk-romersk stil, tungvikt.
- Ferenc Bene, Tibor Csernai, János Farkas, József Gelei, Kálmán Ihász, Sándor Katona, Imre Komora, Ferenc Nógrádi, Dezső Novák, Árpád Orbán, Károly Palotai, Antal Szentmihályi, Gusztáv Szepesi och Zoltán Varga - Fotboll.
- Árpád Bárány, Tamás Gábor, István Kausz, Győző Kulcsár och Zoltán Nemere - Fäktning, värja.
- Tibor Pézsa - Fäktning, sabel.
- Ildikó Újlaky-Rejtő - Fäktning, florett.
- Paula Marosi, Katalin Juhász, Judit Ágoston, Lídia Dömölky och Ildikó Újlaky-Rejtő - Fäktning, florett.
- Ferenc Török - Modern femkamp.
- László Hammerl - Skytte, 50 meter gevär, liggande.
- Miklós Ambrus, András Bodnár, Ottó Boros, Zoltán Dömötör, László Felkai, Dezső Gyarmati, Tivadar Kanizsa, György Kárpáti, János Konrád, Mihály Mayer, Dénes Pócsik och Péter Rusorán - Vattenpolo.

### Silver
- Gyula Zsivótzky - Friidrott, släggkastning.
- Gergely Kulcsár - Friidrott, spjutkastning.
- Márta Rudas - Friidrott, spjutkastning.
- Katalin Makray - Gymnastik, barr.
- Mihály Hesz - Kanotsport, K-1 1000 meter.
- Imre Földi - Tyngdlyftning, 56 kg.
- Géza Tóth - Tyngdlyftning, 82,5 kg.

### Brons
- Vilmos Varjú - Friidrott, kulstötning.
- Anikó Ducza - Gymnastik, fristående.
- Ferenc Török, Imre Nagy och Ottó Török - Modern femkamp.
- László Hammerl - Skytte, 50 meter gevär, tre positioner.
- Győző Veres - Tyngdlyftning, 82,5 kg.